# Hastigerella soyeri
Hastigerella soyeri är en kräftdjursart. Hastigerella soyeri ingår i släktet Hastigerella och familjen Ectinosomatidae. Inga underarter finns listade i Catalogue of Life.